# Dragan Filipović
Don Dragan Filipović (Krehin Gradac, 4. siječnja 1958.) je hrvatski svećenik, skladatelj i glazbeni pedagog iz Hercegovine. 

## Životopis
Dragan Filipović rođen je 4. siječnja 1958., u mjestu Krehin Gradac kod Čitluka. Osnovnu školu pohađao je u Čitluku, sjemenište i klasičnu gimnaziju u Dubrovniku, a filozofsko-teološki studij završio je 1985. na Vrhbosanskoj katoličkoj bogosloviji. Za vrijeme studija, osnovao je i svirao u sastavu VIS Emanuel. Za đakona je zaređen 1984., a za svećenika Mostarsko-duvanjske biskupije zaredio ga je biskup Pavao Žanić, 29. lipnja 1986. Od 1985. do 1986. bio je župni vikar u župi Dračevo.
Godine 1986. započinje poslijediplomski studij glazbe na Papinskom institutu za sakralnu glazbu u Rimu, gdje boravi u Papinskom hrvatskom zavodu sv. Jeronima. Na studiju je 1990. stekao licencijat iz sakralne glazbe, te 1992. magisterij iz gregorijanskoga korala (ekvivalent doktoratu s titulom maestra), na temu Epistolario ed Evangelistario di Trogir.
Nakon povratka sa studija, bio je profesor na Vrhbosanskoj katoličkoj teologiji (zbog ratnih okolnosti, privremeno smještena u Bolu; 1992. – 1993.), regens chori i župni vikar u Katedrali u Mostaru (1993. – 2012.), profesor na Teološkom institutu u Mostaru (1993. – 2010.), profesor na Katoličkom bogoslovnom fakultetu u Sarajevu (2010. – 2012.). Od 2012. do 2021. godine djeluje u župi Čapljina, najprije kao župni vikar, a od 2019. godine kao župnik. Ponovno se vraća u mostarsku Katedralu, 2021. godine, kao regens chori i župni vikar.
Tijekom svećeničkog i glazbenog djelovanja u mostarskoj katedrali, don Dragan Filipović je vodio zborove Marija, Slavuj, i Gaudeamus. U suradnji s Nikicom Kalogjerom organizirao je snimanje četiri nosača zvuka liturgijskih pjesama - božićne pjesme (2000.), marijanske (2002.), korizmene (2004.) i uskrsne (2006.), u izvedbi katedralnih zborova iz Mostara.
Prigodom posjeta pape Ivana Pavla II. Banjoj Luci, 2003. godine, dirigirao je zborom od 800 pjevača, i orkestrom sastavljenim od članova Simfonijskog orkestra Mostar i Puhačkog orkestra Prvog hrvatskog gardijskog zbora VFBiH. Predaje različite glazbene predmete na Katoličkom bogoslovnom fakultetu u Sarajevu, Teološkom institutu u Mostaru, te srednjim glazbenim školama u Mostaru i Širokom Brijegu. Osnivač je i voditelj muških klapa Ero i Krš, te ženskih klapa: Speranza, Narenta, Drača, Cantus, Izvor i Bura.
Predsjednica Republike Hrvatske Kolinda Grabar-Kitarović odlikovala ga je 4. veljače 2020. godine Redom hrvatskog pletera za "osobite zasluge za glazbenu kulturu, skladateljski i glazbeno-pedagoški rad te kulturnu suradnju između hrvatskog naroda u Bosni i Hercegovini i Republici Hrvatskoj".

## Skladateljski rad
- Drugo uskrsnuće, oratorij za soliste, zbor, pučke pjevače, recitatore i orkestar
- Mojsije, oratorij na stihove Silvija Strahimira Kranjčevića, za soliste, zbor i orkestar
- Dona eis requiem, Requiem za solo, zbor, komorni gudački sastav, flautu i glasovir
- Galiotova pesan, na stihove Vladimira Nazora, za mješoviti zbor i orkestar
- Rijeke kraja moga, instrumentalni ciklus za gudački kvintet, glasovir/čembalo i flautu
- Miserere nobis, korizmeni oratorij za soliste, zbor i orkestar
- Mojim učenicima, instrumentalni ciklus za gudački sastav, flautu i klarinet
- Via crucis, na tekst Branka Klarića, za zbor i orkestar
- Diva Grabovčeva, opera u četiri čina
- Poema o Vukovaru, oratorij za soliste, zbor i orkestar.

Od skladbi za zbor izdvajaju se: Ave Maria; Vjernim mrtvim; Ljubim te, Bože; O Hostijo spasonosna; Krist na žalu; Čuj, Gospodine; Zdravo, Marijo; Molitva iz tamnice; Širi ruke, Majko sveta; Ecce Sacerdos; Christus Dominus nos liberavit; Klanjam ti se Isuse; Stadlerove izreke i dr. Skladao je i duhovne šansone, kao i etno glazbu.
Suautor je monografije Bogu na slavu, o povijesti pjevanja u mostarskoj katedrali od njezina otvaranja do datuma izdavanja.

## Odličja
Red hrvatskog pletera (2020.)